# Distrito de Tolé
El distrito de Tolé o municipio es una de las divisiones que conforma la provincia de Chiriquí, situado en la República de Panamá.

## Etimología
Posiblemente debe su nombre a 2 orígenes:
- Debido a un cacique de esa época llamado Tobie, el cual invadió el pueblo con la ayuda de los indios misquitos, esto provocó que el pueblo emigrase al lugar bajo el cual se encuentra actualmente- ó
- Debido a una ciudad de España llamada Toledo, pues los primeros pobladores españoles que fundaron el pueblo eran procedentes de esta ciudad-.

## División político-administrativa
Está conformado por nueve corregimientos:
- Tolé
- Cerro Viejo
- Lajas de Tolé
- Potrero de Caña
- Quebrada de Piedra
- Bella Vista
- El Cristo
- Justo Fidel Palacios
- Veladero

## Geografía

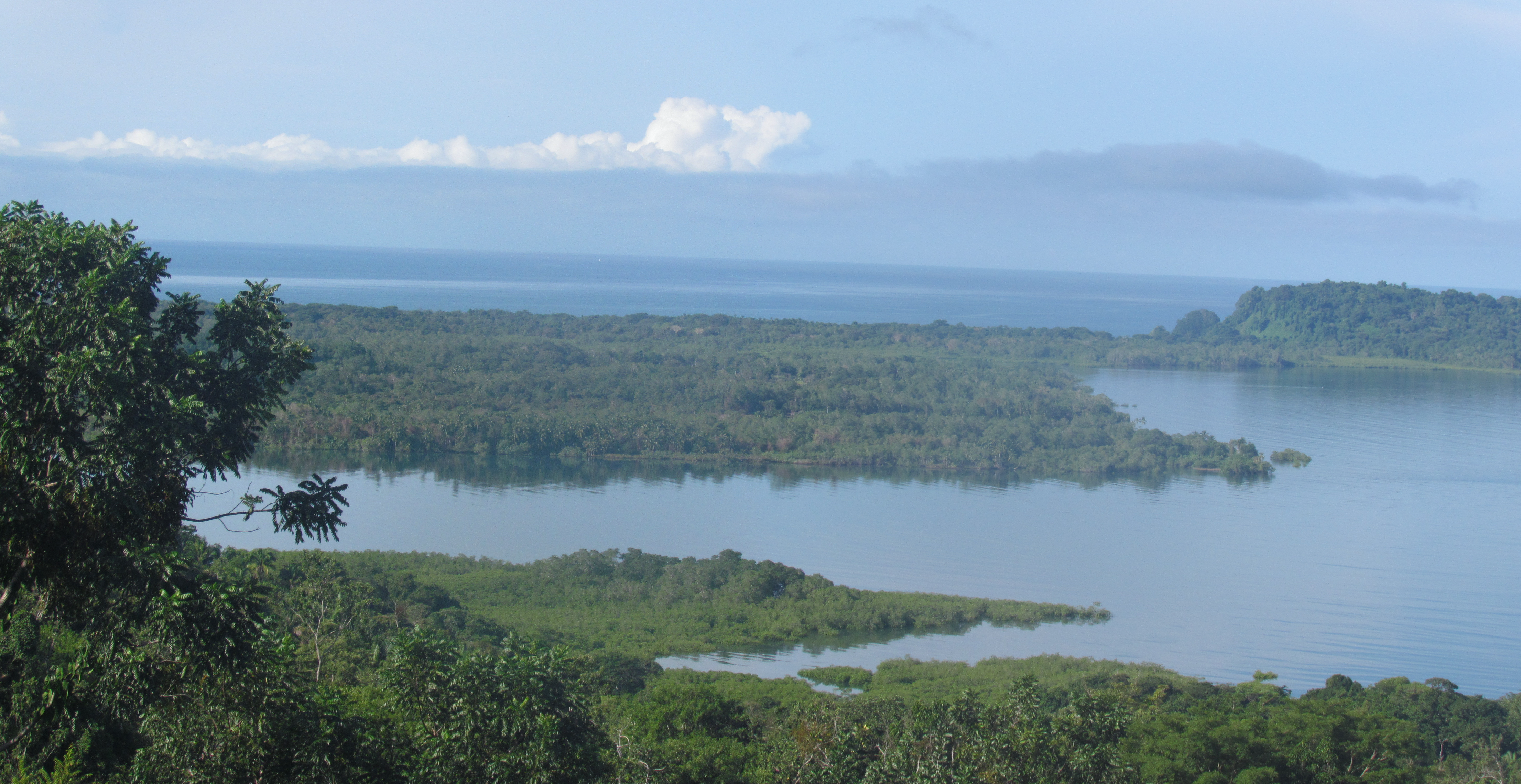
Estero en Tolé

El distrito se ubica al extremo este de la provincia de Chiriquí. Limita al norte con la comarca comarca Ngäbe-Buglé, al sur con el Océano Pacífico, al oeste con el distrito de Remedios y al este con la provincia de Veraguas (distrito de Las Palmas).  

## Economía
En Tolé, prodinan la ganadería, el transporte y la producción agrícola a baja escala. Otros pequeños sectores se dedican a la pesca y el comercio, a pesar de que posee lugares con gran potencial turístico. Muchas familias dependen de la ayuda de familiares que trabajan en otros lugares del país, pudiéndose decir que la industria y el progreso es lento en este distrito.

## Demografía
La población de Tolé, se tiene su centro demográfico en el corregimiento de Tolé, su población está conformada por un 89% de mestizos, un 10 % de blancos y un 1 % por asiáticos.

## Cultura
Tolé era uno de los más importantes asentamientos de los indígenas, sin embargo al delimitarse la comarca, la población indígena se separó del distrito, quedando el mismo compuesto principalmente por personas mestizas carentes de tradiciones.